# Данэм, Кэтрин
Кэтрин Данэм (англ. Katherine Mary Dunham, 22 июня 1909, Глен-Эллин, Иллинойс — 21 мая 2006, Нью-Йорк) — американская актриса, автор и исполнитель песен, танцовщица, хореограф, антрополог, педагог, культурный организатор и общественный деятель.

## Биография
Изучала антропологию в Чикагском университете, где среди её преподавателей были А.Рэдклифф-Браун, Б. Малиновский, Э. Сепир, Р. Редфилд, затем в Северо-западном университете, где занималась под руководством М. Херсковица. В 1933 году создала в Чикаго танцевальный коллектив Negro Dance Group. В 1935—1936 годах изучала традиционную танцевальную культуру на Антильских островах, на этом материале написала и защитила в Чикагском университете диссертацию Гаитянские пляски (переведена на несколько языков). В 1939 году дебютировала в кино, выступала как актриса и хореограф. В 1940-х годах основала Компанию Кэтрин Данэм — первую афроамериканскую компанию современного танца, гастролировала с ней более чем в 50 странах мира. Выступала на Бродвее, в Метрополитен Опере, работала с Солом Юроком, сотрудничала с Джорджем Баланчиным. Ушла со сцены в 1967 году.

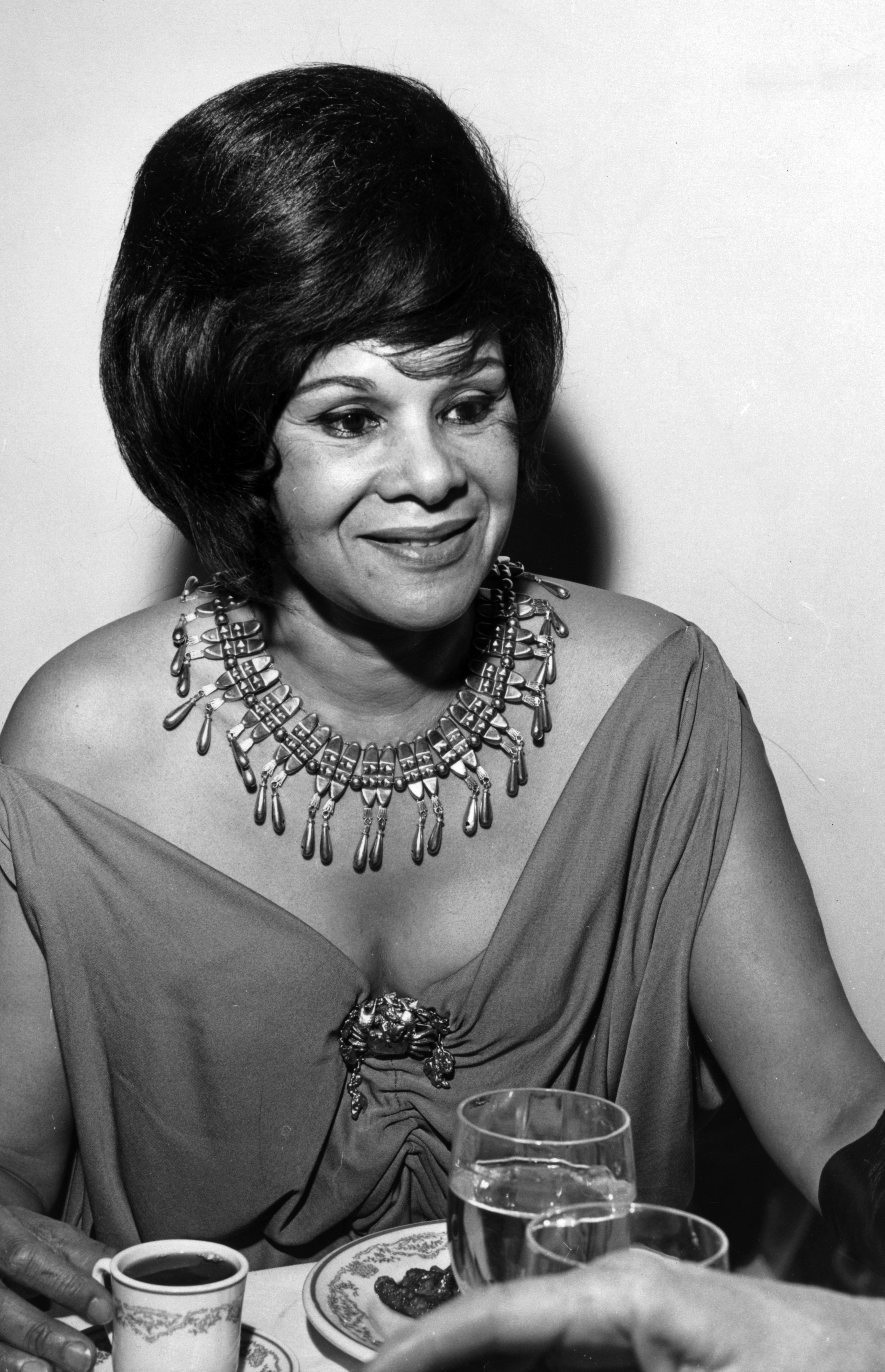
Кэтрин Данэм, 1963

В 1967 году основала для детей бедняков Performing Arts Training Center в Ист-Сент-Луисе, штат Иллинойс (ныне — Центр искусств и гуманитарных наук Кэтрин Данэм).
Ведущая фигура в теоретическом и практическом развитии антропологии танца (этнохореографии). Дружила с Эрихом Фроммом, Гарри Белафонте. Участвовала в движениях протеста, в последний раз, в возрасте 82-х лет — в 47-дневной голодовке против насильственной репатриации гаитянских беженцев правительством США.

## Педагогическая деятельность
Среди её учеников — Элвин Эйли, Эрта Китт, Грегори Пек, Уоррен Битти, Сидни Пуатье, Марлон Брандо, Джеймс Дин и многие другие. Долгие годы её ассистентом и личным секретарем была Майя Дерен.

## Признание
Музыкальная премия Альберта Швейцера (1979), Знак почёта Центра имени Кеннеди (1983), Знак отличия Американской антропологической ассоциации (1986), Национальная медаль за достижения в искусстве (1989) и многие другие награды. Газета Вашингтон Пост назвала Данэм «Екатериной Великой балетной сцены». Она включена в биографический словарь 100 величайших афроамериканцев (2002).